# Херкулес на кръстопът
Херкулес на кръстопът, известна също като Изборът на Херкулес и Отсъждането на Херкулес, е древногръцка притча, приписвана на Продик и известна от Ксенофонт. Става въпрос за младия Херакъл/Херкулес, на когото е предложен избор между порочността и добродетелта — живот на удоволствие или живот на трудности и чест. В ранния модерен период става популярен мотив в Западноевропейското изкуство.

## История

### Класически период
Притчата произлиза от класическата епоха на Древна Гърция и е разказана от Ксенофонт в Memorabilia 2.1.21–34. В текста на Ксенофонт Сократ разказва как младият Херакъл, докато героят обмисля бъдещето си, е посетен от женските олицетворения на Порока и Добродетелта (на старогръцки: Κακία и Ἀρετή; Какия и Арете). Предлагат му избор между приятен и лесен живот или суров, но славен живот, и представят своите доводи. Ксенофонт приписва съчиняването на притчата на Продик. Той цитира по-ранен вариант в Дела и дни на Хезиод, в който също се противопоставят пътищата на порока и добродетелта. 
По-късно мотивът се появява в редица произведения на древногръцки и римски писатели. Аристофан го използва по хумористичен начин в комедията „Птиците“, където Херакъл трябва да избира между царството и вкусната храна и почти избира храната. В книга 15 от епичната поема Punica от Силий Италик военният командир Сципион Африкански се появява в ситуация, моделирана по избора на Херакъл.  Литературният похват на съревноваване в диалога се появява в много различни жанрове в литературата на древна Гърция. Свързано е със историите за противоположни посоки на живота  в Евангелието на Матей, глава 7, стих 13. 

### Ранномодерен период
През Ренесанса историята за Херкулес на кръстопът става отново популярна и остава такава в бароковата и неокласическата култура. Стана част от по-широкия мотив на психомахията: битката на духовете или душевната война. Петрарка го използва в De vita solitaria (1346 г.) и го налага в основното течение на ренесансовия хуманизъм като символ на избора между съзерцателен живот и активен живот. Петрарка е прочел резюмето на Цицерон за историята в De Officiis. Подобно на Ксенофонт, Цицерон набляга на самотата на героя, докато той разсъждава сам със себе си. Четири десетилетия след адаптацията на Петрарка, Колучио Салутати въвежда отново оригиналния морален избор между Virtus и Voluptas, използвайки латинските названия на Цицерон. 
Известни примери от визуалните изкуства включват графиката на Албрехт Дюрер Херкулес на кръстопът (1498), Алегорията на добродетелта и порока на Паоло Веронезе (1565), Изборът на Херкулес на Анибале Карачи (1596), Жерар дьо Лайрес Херкулес между добродетелта и порока (1685) и стенопис на Мариано Салвадор Маела в Кралския дворец в Мадрид, Херкулес между добродетелта и порока (1765–66).  Историята се появява в музикални композиции като Laßt uns sorgen, laßt uns wachen от Йохан Себастиан Бах и Изборът на Херкулес от Георг Фридрих Хендел.
Тази история е преразказана и представлява централна част от книгата на Джордж О'Конърс Хера: Богинята и нейната слава. Там се показва, че мащехата на Херакъл, Хера, е отговорна, наред с други неща, за това, че той трябва да завърши трудните си подвизи и колко често тя ги прави още по-трудни, отколкото иначе биха били. Херакъл започва да я мрази за страданията, които трябва да изтърпи, но неговият другар героят Язон, на когото Хера е покровител, казва, че "да, тя е направила живота му труден, но преодолявайки тези трудности, той е спечелил вечна слава". Към края Херакъл (чието име означава „славата на Хера“) научава, че тя е тази, която се е маскирала като Добродетел, за да му предложи, чрез живот на саможертва, шанса да бъде запомнен завинаги.
Накрая, когато Херакъл се издига до божественост, Добродетелта/Хера е тази, която с усмивка приветства на Олимп „своята слава“. 

## Допълнителна информация
- Ервин Панофски. Hercules am Scheidewege und andere antike Bildstoffe in der neueren Kunst. (Studien der Bibliothek Warburg 18). Teubner, Leipzig/ Berlin 1930 г.

|  | Тази страница частично или изцяло представлява превод на страницата Hercules at the crossroads в Уикипедия на английски. Оригиналният текст, както и този превод, са защитени от Лиценза „Криейтив Комънс – Признание – Споделяне на споделеното“, а за съдържание, създадено преди юни 2009 година – от Лиценза за свободна документация на ГНУ. Прегледайте историята на редакциите на оригиналната страница, както и на преводната страница, за да видите списъка на съавторите. ВАЖНО: Този шаблон се отнася единствено до авторските права върху съдържанието на статията. Добавянето му не отменя изискването да се посочват конкретни източници на твърденията, които да бъдат благонадеждни. |